# Jambon sec des Ardennes
Vous lisez un « bon article » labellisé en 2012.
Ne doit pas être confondu avec Jambon d'Ardenne.
Jambon sec des Ardennes est la marque de certification collective de jambons secs du département français des Ardennes obtenus à partir de cuisses de cochon achetées aux agriculteurs du département et transformées par salaison, séchage puis maturées.
Cette transformation alimentaire s'inspire des jambons secs fermiers ayant été produits de tous temps par les paysans ardennais.
La marque et le commerce de cette transformation charcutière ont été développés durant les trente dernières années du XXe siècle, grâce à l'impulsion d'un artisan charcutier, Maurice Roffidal, puis à une confrérie réunissant les transformateurs professionnels ardennais de la charcuterie ainsi que des gastronomes.
Depuis 2009, la filière composée d'agriculteurs, charcutiers, associations, collectivités s'est mobilisée pour faire reconnaître cette transformation. En 2015, la Commission européenne a enregistré comme IGP les marques d'indication géographique « Jambon sec des Ardennes - Noix de Jambon sec des Ardennes ».
Les entreprises de la filière Jambon sec des Ardennes gardent une dimension relativement modeste. Ainsi, le volume d'un peu moins de cent tonnes mis en vente en France et dans les pays limitrophes pèse peu dans la consommation annuelle de ces pays
Il faut distinguer le Jambon sec des Ardennes du Jambon d'Ardenne, produit en Belgique, et souvent fumé.

## Historique
Au XIXe siècle, l'élevage de porcs en Ardennes est mis en avant par plusieurs auteurs pour son importance, et pour la qualité des produits qui en résulte. Leandre-Moïse Lombard, dans son ouvrage publié en 1855, sur le cuisinier et le médecin, classe les porcs des Ardennes parmi « les porcs français les plus renommés ». C'est encore le cas un siècle plus tard selon Henry Clos Jouve.
Le jambon issu des Ardennes est une spécialité du département citée dès 1793, à Vouziers, dans les tableaux de prix établis conformément à la loi dite du maximum général. Période révolutionnaire ou pas, ce produit fait partie localement des produits de référence, et parvient jusqu'en Île-de-France au XIXe siècle. En 1866, l'agronome Gustave Heuzé, professeur à l'École nationale d'agriculture de Grignon, affirme que « les jambons français les plus estimés sont préparés dans les départements des Basses Pyrénées, du Bas et du Haut-Rhin, de la Meuse, de la Moselle, des Ardennes et des Vosges ». La spécialité est proposée dans le catalogue Olida lorsque cette société n'est encore qu'une boutique parisienne de spécialités gastronomiques, avant de devenir un industriel de la charcuterie. Elle figure en bonne place dans des réceptions de Champagne-Ardenne. Ainsi, par exemple, cette spécialité fait partie du menu du banquet de l'inauguration de la ligne de chemin de fer à Raucourt, le 21 août 1898 par le ministre français des Travaux Publics, Louis Charles Tillaye. Il en est de même lors de l'inauguration du nouvel hôtel de ville de Nouzonville, le 9 novembre 1924. Elle figure encore sous l'intitulé des jambons du Porcien dans la carte gastronomique d'Alain Bourguignon, directeur du restaurant l'Écu de France rue de Strasbourg à Paris, en 1930.
En 1985, la Confrérie du Jambon sec d'Ardennes est fondée, regroupant des professionnels de la charcuterie et de la restauration, des dégustateurs et des gastronomes, pour mieux faire connaître le produit. En 1988, le Jambon sec des Ardennes et la Noix de jambon sec des Ardennes obtiennent un signe officiel de qualité supérieure et d'origine, un label agricole régional (homologation no 18-88 du label régional Ardennes de France). La protection commerciale Indication géographique protégée (IGP) est obtenue en octobre 2001. Mais l'abrogation des labels régionaux en France en 2003 aboutit à sa mise en sommeil. La démarche de labellisation est relancée en 2010, pour aboutir en 2015,.
En l'an 2000, le Jambon sec des Ardennes est également retenu par Gilles Pudlowski lorsqu'il sélectionne cinquante produits locaux résistant, de son point de vue, à la standardisation générale des aliments, pour son ouvrage sur Les trésors gourmands de la France. Pour cette publication, ce critique gastronomique rencontre notamment Maurice Roffidal, artisan charcutier à Haybes, qui a relancé dans les Ardennes françaises la préparation traditionnelle du jambon sec, reprenant en 1972 la petite entreprise de son oncle. Depuis, cet artisan a transmis sa passion à une nouvelle génération, et d'autres de ses collègues ont pris soin de transmettre le flambeau, de la même façon.

### Mode de production et de transformation familiale
L'élevage et la transformation familiale est le mode originel.
Au XIXe siècle et dans la première moitié du XXe siècle, la consommation de viande était plus rare qu'aujourd'hui en Ardennes. Une viande se distinguait pourtant des autres par une consommation plus régulière, le porc. « En cuisine populaire, le cochon est roi. Pendant longtemps », écrit le docteur Octave Guelliot en 1931, « c'est lui qui a fourni le seul aliment carné dans la nourriture du paysan ». L'élevage de l'animal était familial. Chaque famille tuait un ou deux porcs par an, et consommait durant l'année la viande, séchée et suspendue aux poutres de la cuisine et du grenier.
La mort du cochon était un événement pour lequel on faisait appel à un tueur occasionnel mais émérite. Le « tueux » savait aussi charcuter. En effet, la charbonnée, qui correspond au filet et aux côtelettes, était partagée avec les amis et les voisins. Chaque autre morceau était ensuite découpé avec soin, préparé, salé, saupoudré de poivres et d'épices. Puis, « un mois et demi après », d'après Jacques Lambert, citant un chroniqueur du village de Sainte-Vaubourg, Jules Lefranc, « on dessalait le cochon et au moyen de harts (de brins d'osier), on suspendait jambons et quartiers de lard dans la cuisine, auprès de petits rondins coupés de longueur et reposant par leurs extrémités sur les cloïettes (on appelle ainsi deux petites pièces de bois, deux jarrons par exemple, d'une longueur approximative de 2 mètres, placées parallèlement au plafond et soutenus par des crochets ou des taquets collés sur deux poutres voisines ; c'est sur les cloïettes qu'on met les claies en osier appelées platelets). Le sel fondait et inondait le pavé : mais cela ne durait que quelques jours. Quelques semaines après, la viande était séchée et on la replaçait dans le saloir, nettoyée et transportée au grenier ; on la déposait simplement sur un lit de paille. ». Grâce au climat de cette région, le séchage et la maturation étaient lents et progressifs. Ces conditions permettaient le développement et l'épanouissement des parfums et des saveurs dans les meilleures conditions.

### Mode de transformation artisanale vouée à la commercialisation
La production-transformation fermière au sein des familles rurales s'est progressivement raréfiée au cours du XXe siècle avec la création des abattoirs et l'évolution de la réglementation sur l'abattage des animaux. Mais en parallèle, dès la fin du XIXe siècle, une activité artisane de charcuterie s'est développée, notamment dans les villes ardennaises, mais aussi, de façon plus surprenante, dans des bourgades de tailles plus réduites telles que Haybes ou Hargnies, avec le jambon sec comme produit de référence. Ces artisans charcutiers organisaient des tournées, en charrette, en bus ou en train, pour livrer dans toute la vallée de la Meuse et de la Semoy, un territoire caractérisé par une population plus dense, plus urbaine et plus ouvrière que le reste du département des Ardennes. Ils avaient également une clientèle d'habitués, dont des expatriés parisiens, qui, de passage au pays, emportaient quelques spécialités dans leurs bagages. Le village d'Hargnies comptait ainsi une quinzaine de charcutiers en 1939. Cette tradition charcutière a subsisté et a transmis ses secrets de fabrication de génération en génération, même si elle a été confrontée, dans l'entre-deux-guerres puis pendant les Trente Glorieuses, à la naissance d'une industrie concurrente, délivrant une production plus standardisée, sous l'impulsion des maisons comme Olida ou Caby.

## La filière commerciale Jambon ses des Ardennes

### Modes de transformation du Jambon sec des Ardennes

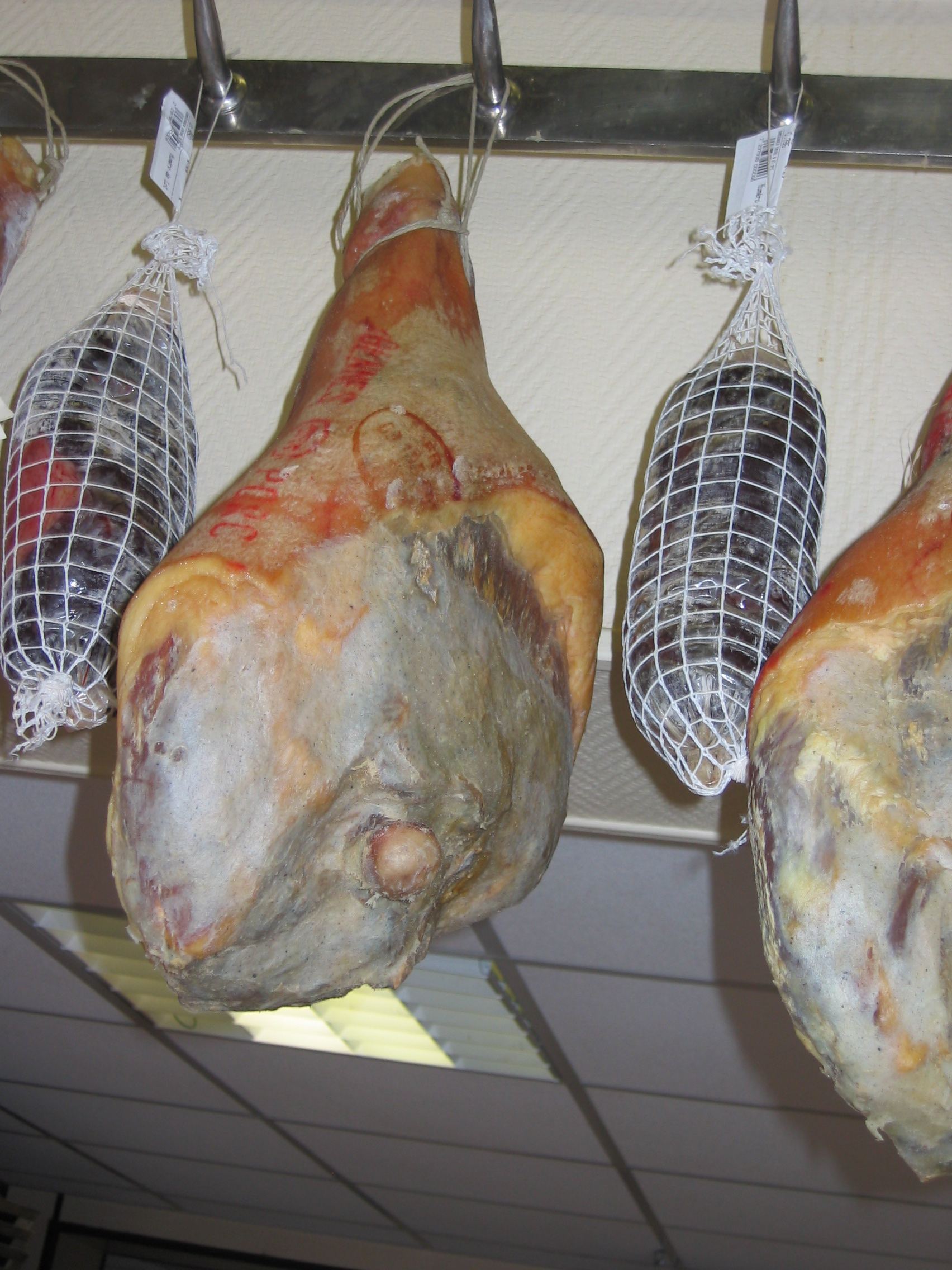
Jambons et noix de Jambon des Ardennes après affinage, entrant en commercialisation.

La transformation au sein de la filière Jambon des Ardennes comprend trois étapes : la salaison, le séchage, et l'affinage. Dans ses recommandations sur la façon de procéder, Maurice Roffidal met l'accent plus particulièrement sur le massage et le frottage manuel pendant la salaison, et sur la durée d'affinage. Ces éléments sont repris par l'Institut national de l'origine et de la qualité, sur la fiche du produit disposant de l'indication géographique protégée.
Pour commencer, après découpe et parage, la cuisse fraîche de porc est massée puis frottée manuellement au sel fin, mélangé à quelques épices. Le massage fait sortir le sang résiduel des veines et des artères, et contribue à la teinte rouge du jambon final. Sur le frottage, chaque opérateur a sa façon de procéder et ses secrets, sur les épices utilisées ou le nombre de frottages par exemple, pour favoriser le développement des arômes, prendre en compte le poids du jambon et garder un taux de sel réduit. Cette étape dure une journée ou quelques journées, selon le nombre de frottages.
Le but du séchage est ensuite de « stabiliser » la viande et d'homogénéiser la quantité de sel dans le jambon, en reproduisant pour partie les conditions naturelles de séchage d'antan, dans les greniers, durant l'hiver. Les premiers séchoirs sont à température basse, entre 3 et 4 °C, et un taux d'humidité supérieur à 80 %. Puis la température passe à 10 °C environ. Cette étape dure environ 3 mois.
La dernière étape, la plus longue, l’affinage, fait sortir l'humidité du jambon. Plus un jambon est sec, plus il est concentré en goût. Avant de commencer l'affinage, le jambon est pané, c'est-à-dire recouvert en surface d'une sorte de saindoux, de gras du ventre du porc, pour éviter que cette surface ne sèche trop vite et ne constitue une croûte. Le panage est manuel là encore. Puis le jambon est suspendu dans une salle où l'on va alterner les cycles d'air chaud et d'air froid, en reconstituant les conditions climatiques naturelles constatées traditionnellement dans les séchoirs des fermes. L'affinage peut durer de 7 à 12 mois.
Maurice Roffidal, à l'origine de la création de cette salaison, insiste également sur l'importance de la « matière première » en entrée de ce processus. Il sélectionnait lui-même les porcs, privilégiant des animaux de races large white ou piétrain, élevés en zone semi-montagneuse et nourris essentiellement aux céréales. La fiche de l'Institut national de l'origine et de la qualité, ou INAO, ouvre comme zone d'élevage la totalité du département des Ardennes, sachant que ce département a désormais une faible densité d'élevages porcins, le nombre d'animaux ayant été divisé par quatre par rapport au début du XXe siècle. L'INAO exclut bien entendu l'usage de viande congelée, reprend l'exigence d'une nourriture aux céréales pendant l'élevage et fait référence au cahier des charges Label rouge sur la qualité de la viande.

### Commercialisation du Jambon sec des Ardennes
Une cuisse fraîche pèse environ 9 ou 10 kg, et un jambon sec après affinage pèse entre 6 et 7 kg, avec os. En 1995, les jambons et noix sous label Ardennes de France représentent un volume de 4 000 pièces par an. C'est plus du double aujourd'hui. Une dizaine de charcutiers produisent en effet sous ce label, et deux des principales entreprises artisanales, installées l'une dans la pointe des Ardennes françaises, à Haybes (la succession de Maurice Roffidal), et l'autre à La Francheville, à côté de Charleville-Mézières, produisent à elles deux entre 8 000 et 10 000 pièces par an. Cette production garde un caractère artisanal. Le tonnage annuel de la production de jambon sec des Ardennes, que l'on peut estimer entre 80 et 100 tonnes, est à comparer aux 60 000 tonnes consommées en France, dont 11 600 tonnes de jambon Aoste, du groupe industriel Aoste, et 9 500 tonnes de jambon de Bayonne, spécialité des pays du bassin de l'Adour disposant comme le jambon sec des Ardennes d'une indication géographique protégée.
La consommation française de jambon sec est supérieure à sa production : le pays est donc importateur. En Europe, ce sont les transformations italiennes qui prédominent, avec des salaisons sèches connues comme les appellations jambon de Parme et jambon de Bosses de la vallée d'Aoste, la marque Speck dell' Alto Adige, etc. La production annuelle de jambon de Parme, par exemple, représente entre 9 et 10 millions de pièces par an, à comparer avec les 4 000 pièces de Jambon des Ardennes. La production de Jambon des Ardennes est donc relativement réduite en volume, et sa commercialisation est pratiquement ignorée de la grande distribution. Cette situation peut évoluer, du fait d'une part de l'intérêt de cette grande distribution pour les produits dits « du terroir », et d'autre part de la volonté de certains transformateurs de s'adresser à ces circuits de commercialisation.
Pour pouvoir trancher un jambon, il est nécessaire de le désosser au préalable. C'est sous cette forme qu'il est généralement commercialisé. À l'aide d'un couteau ad hoc, l'os est décollé de la viande et extrait avec précaution. Puis le jambon est recousu et placé dans une presse pour qu'il reprenne une forme ovale. Il est possible également de présenter séparément en vente les trois muscles constituant chaque jambon : la noix ou noix du dessus, la sous-noix ou noix du dessous et la noix pâtissière. La sous-noix et la noix pâtissière sont mises en boyau et présentées sous une forme arrondie et allongée. La noix est mise en filet et garde une forme de poire. Ces noix de jambon sont appréciées pour leur finesse et leur faible teneur en graisse. Leur poids est de l'ordre de 3 kg pour les grosses noix et 800 g pour les noix pâtissières. Leur élaboration suit un processus plus rapide qu'un jambon entier, le poids étant moindre : de 45 à 120 jours

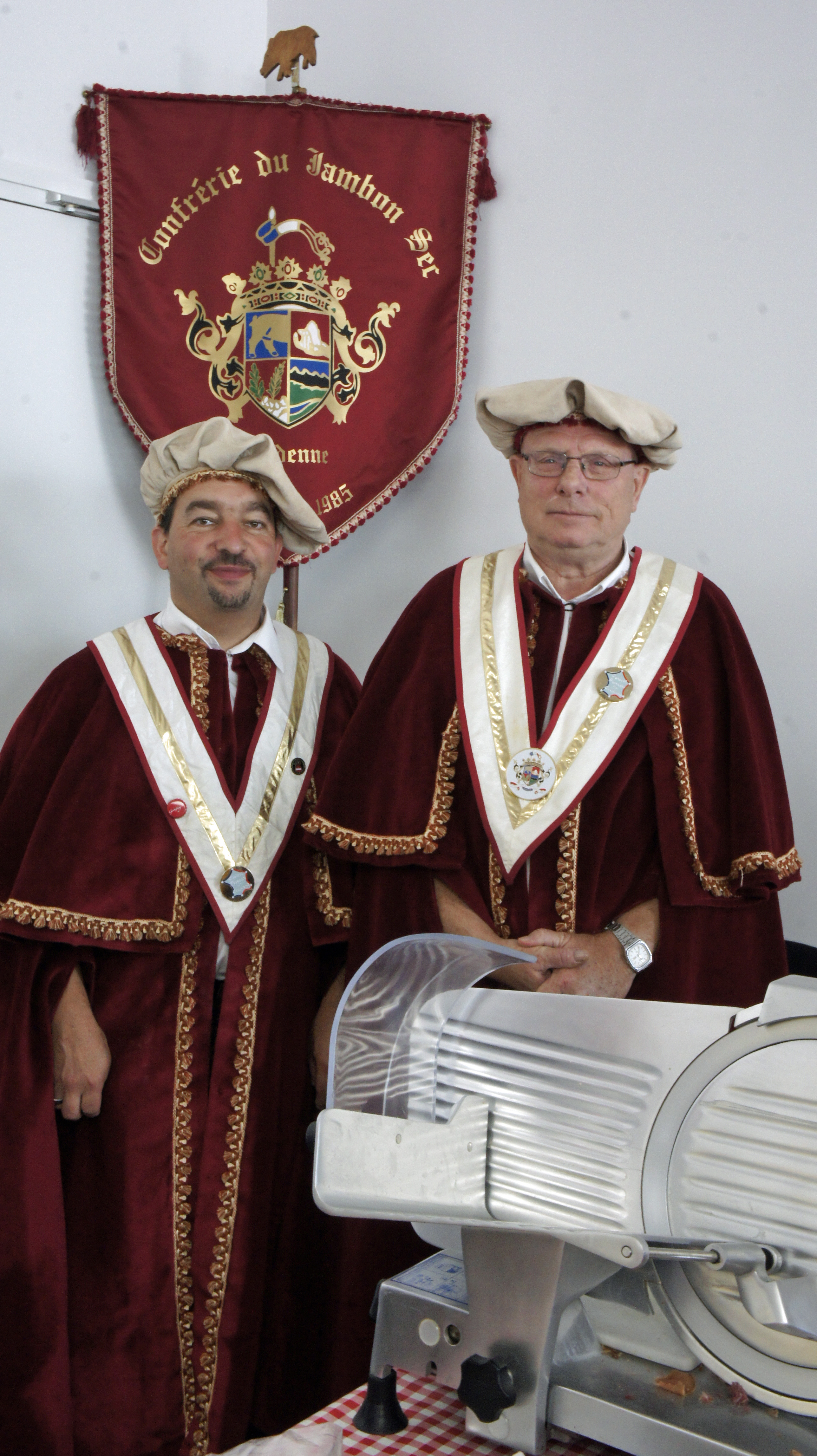
Confrérie du Jambon sec d'Ardennes.

### Caractéristiques gastronomiques du Jambon sec des Ardennes
Le Jambon sec des Ardennes développe au cours de son affinage une odeur de fruité-melon et une saveur de viande séchée, accompagnée d'une douce saveur salée. L'arôme de gras dans le jambon apparaît très légèrement. La tenue du jambon permet de le découper aisément et d'apprécier ses saveurs. La chair est de teinte bordeaux et la texture conjugue élasticité et fermeté, sans être croquante. Grâce au séchage lent, le jambon est relativement sec et moelleux, devenant fondant en bouche.
Le 21 août 1898, pour accueillir le ministre des Travaux Publics, la municipalité de Raucourt a inclus dans le menu une préparation de jambon des Ardennes en gelée. Ce jambon peut aussi être consommé en tranches très fines, ou, de façon plus traditionnelle, avec une omelette, sans cuire le jambon avec l'omelette,. Il peut être accompagné d'un vin blanc, d'une bière des Ardennes, ou d'un cidre du Porcien ou de la Thiérache ardennaise. Il peut également être dégusté avec du cidre de frêne.

### Articles, revues et fiches
- Alain Bourguignon, « Carte gastronomique de la France », L'Illustration, no 4570,‎ 4 octobre 1930, p. 17 (lire en ligne).
- Henry Clos Jouve, « Sur les routes des Ardennes gourmandes », La France à table, no 113,‎ mars 1965, p. 17.
- Gérard Giuliano, « À Haybes et à Hargnies, une charcuterie renommée », Terres ardennaises, no 12,‎ octobre 1985, p. 56-57 (ISSN 0758-3028).
- Daniel Daridan, Dominique de Jubécourt, Jan Peter Van Ferneu et Jean-Louis Fraysse, « La production porcine, trois zones, trois dynamiques », Agreste, les cahiers, no 27,‎ mars 1998, p. 27-39 (lire en ligne).
- Dominique Chaillouet, « Jambon : la bataille du sec se joue en France », Viandemagazine,‎ octobre 2008, p. 56-57 (lire en ligne).
- Article non signé 1, « Jambon cherche repreneur », Journal L’Union,‎ 18 juillet 2009 (lire en ligne).
- Jacques Lambert, « Maurice Roffidal, boucher-charcutier à Haybes », Terres ardennaises, no 108,‎ octobre 2009, p. 32-33 (ISSN 0758-3028).
- Article non signé 2, « Confrérie du jambon sec : huit nouveaux intronisés », Journal L’Union,‎ 10 novembre 2009 (lire en ligne).
- Carl Hocquart, « Le jambon du terroir sur la voie du label », Journal L’Union,‎ 7 décembre 2010 (lire en ligne).
- Patrick Flaschgo, « Taïwan s'intéresse à la gastronomie ardennaise », Journal L’Union,‎ 29 mars 2011 (lire en ligne).
- Pascal Remy, « L'authenticité des produits à Haybes », Journal L’Union,‎ 12 juillet 2011 (lire en ligne).
- Pascal Remy, « Il se bat pour son jambon », Journal L’Union,‎ 3 août 2011 (lire en ligne).
- M. L., « Le jambon, du cochon au rayon », Journal L’Union,‎ 5 août 2011 (lire en ligne).
- Carl Hocquart, « L'artisan charcutier ardennais part à l'assaut des grandes surfaces », Journal L’Union,‎ 28 février 2012 (lire en ligne).
- VFC pour le CICT Centre d'Information des Charcuteries-produits Traiteurs, « Beaucoup + que du plaisir avec les jambons secs », sur le site du CICT, 20 mai 2012 (consulté le 10 août 2012).
- Institut national de l'origine et de la qualité, « projet de document unique Jambon sec et noix de jambon sec des Ardennes », sur INAO, 2011 (consulté le 10 août 2012).
- Institut national de l'origine et de la qualité, « Fiche Jambon sec et noix de jambon sec des Ardennes », 20 avril 2012 (consulté le 10 août 2012).
- Ministère de l'agriculture, de l'agro-alimentaire et de la forêt, « Indication géographique protégée (IGP) », 25 avril 2012 (consulté le 10 août 2012).
- « Deux produits ardennais labellisés IGP », Les Ardennes en marche, Conseil Départemental des Ardennes,‎ juin 2015, p. 5 (lire en ligne)

### Vidéo
- TF1, « Une tranche de jambon des Ardennes », 5 mai 2010 (consulté le 10 août 2012)